# یانسکه لازنی
یانسکه لازنی (به چکی: Janské Lázně) یک منطقهٔ مسکونی و شهرستان دارای شهرک سابقاً روستا در جمهوری چک است که در منطقه تروتنوف واقع شده‌است. یانسکه لازنی ۸۷۹ نفر جمعیت دارد.